# Фария, Жозе
Жозе Мехди Фария (порт. José 'Mehdi' Faria; 26 апреля 1933, Рио-де-Жанейро — 8 октября 2013) — бразильский футболист и тренер.

## Карьера

### Карьера игрока
Виейра начал свою профессиональную карьеру в «Бонсусессо» (в родном Рио-де-Жанейро), после чего играл за «Флуминенсе», завершил же её в клубе «Бангу».

### Карьера тренера
Фариа начал свою тренерскую карьеру в 1968 году во «Флуминенсе» с молодёжными командами, где он проработал более 10 лет. Он был ответственен за рост многих бразильских звезд, таких как капитан сборной Бразилии и участник трёх чемпионатов мира Эдиньо. Он получил много предложений во время работы в Бразилии. Тем не менее, он отверг все из-за риска. В конце концов он изменил своё мнение, и принял предложение, тренировать молодёжную сборную Катара. В качестве замены Эваристо де Маседо, временно возглавил сборную Ирака на чемпионате мира 1986 в Мексике. Он утверждал, что сделал столько денег как в Катаре в два года, какие он не сделал в последние 23 года. Он тренировал сборную Марокко с 1983 по 1988 год, где во время ЧМ-1986 года ему помогал Жорван Виейра. Он отверг предложение от миланского «Интернационале» в то время когда тренировал марокканцев.. С 1995 по 1997 годы возглавлял клуб «Олимпик Хурибга» из Марокко.

## Личная жизнь
Он принял ислам в 1985 году, когда работал тренером в Марокко, взяв имя Мехди.